# Teñido

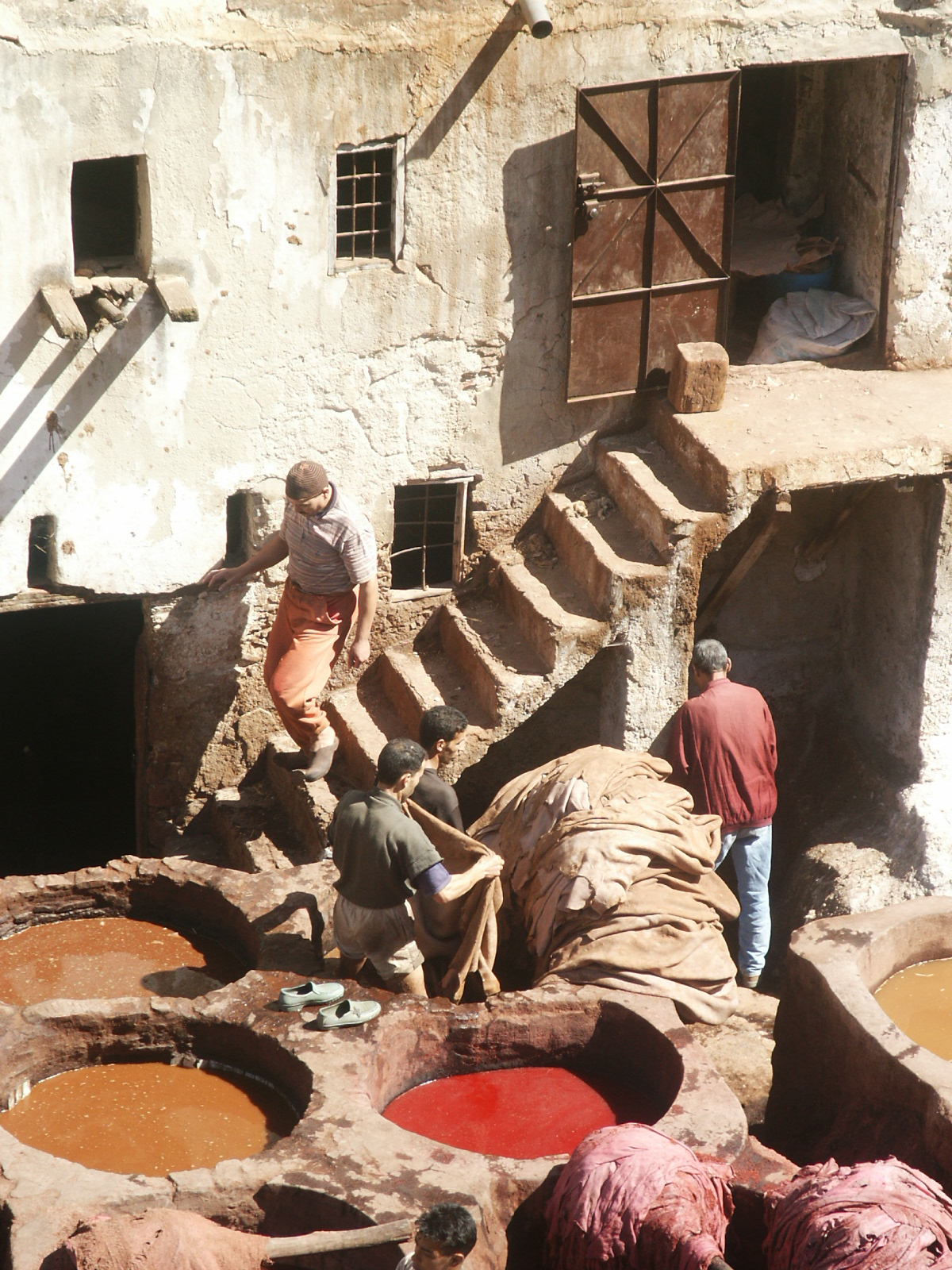
Instalaciones para teñido en Fez, Marruecos.

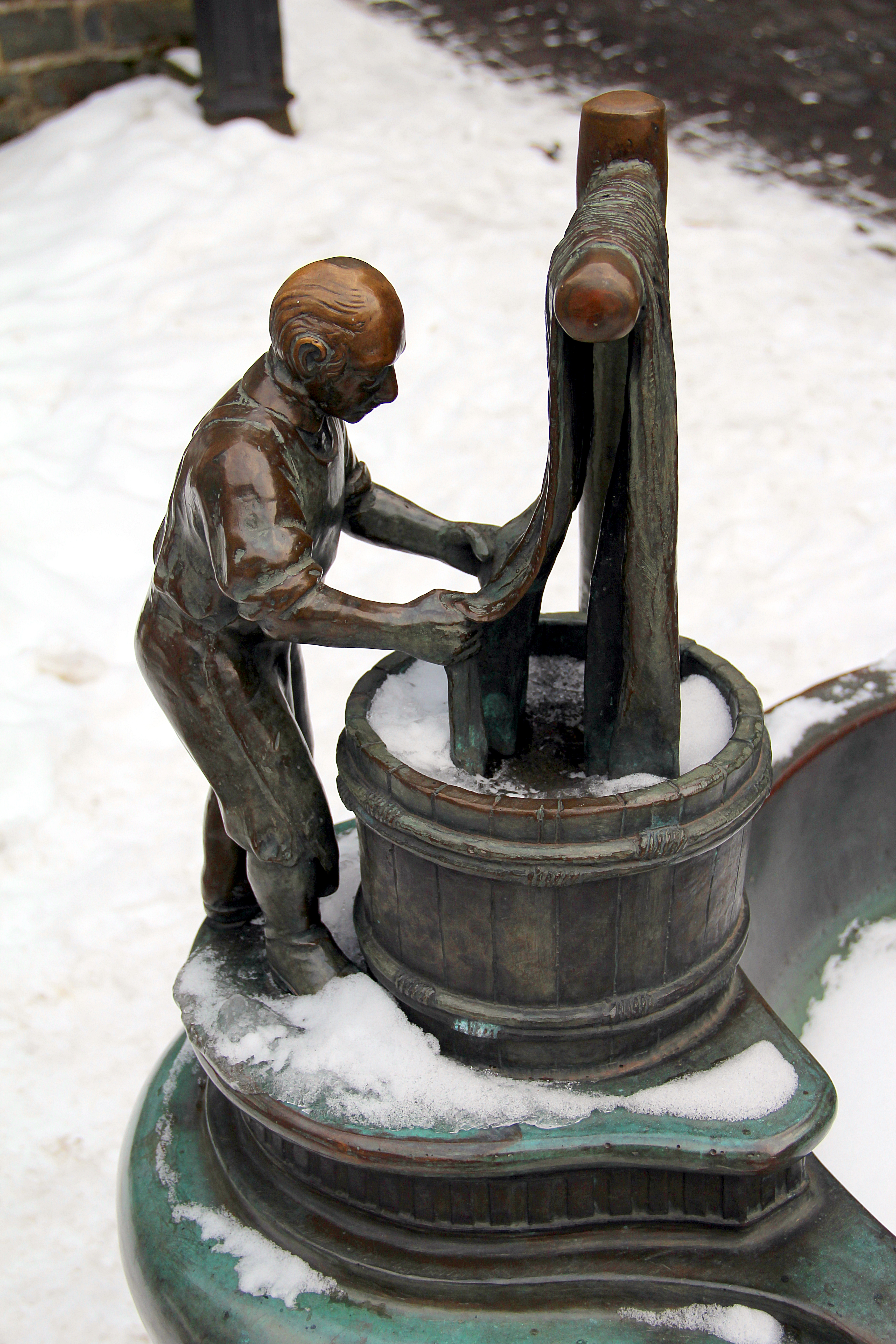
El tintorero de la fuente "Weberbrunnen" en Monschau (Alemania).

El teñido es un proceso químico en el que se añade un colorante a los textiles y otros materiales, con el fin de que esta sustancia se convierta en parte del textil y tenga un color diferente algo original.

## Historia

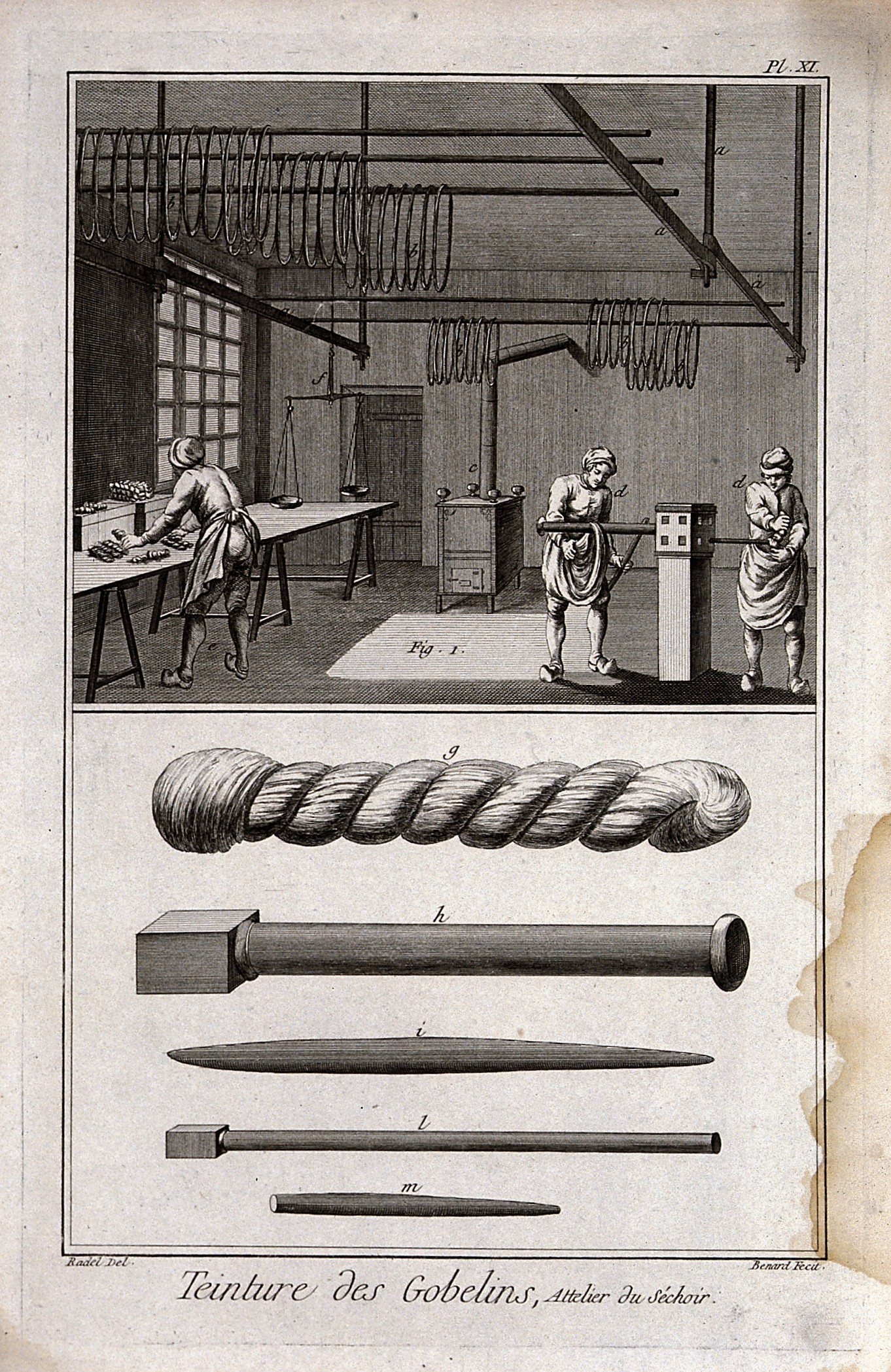
Tres obreros en una sala de secado (arriba), equipo (abajo). Grabado por R. Benard después Radel.

Este proceso se practicaba en la antigüedad, en diversas civilizaciones de El Salvador, Egipto, Persia, India y China, que usaban el teñido con tintes rojos y azules. 
Durante el Imperio romano, el teñido de vestidos con “púrpura de Tiro” era reservado a las clases altas del imperio, ya que este tinte provenía de la secreción de un molusco considerado valiosísimo en la época. Dada la demanda del tinte, los moluscos que los producían fueron casi exterminados.
Durante la Edad Media se usaba un nuevo tinte de color púrpura, la urchilla Orchilla, obtenido del liquen; el norte de Italia, donde abundaba esta especie, se convertiría en una importante zona de teñido de telas.
Con el descubrimiento de América, se trajeron nuevos tintes como el carmín, la cochinilla, el añil, la corteza del roble negro americano, etc.
En 1856, el químico británico William Henry Perkin logra hacer el primer tinte sintético, la mauvenía, derivado del alquitrán de hulla.

## Como se tiñen las telas
El más sencillo de todos es el teñido indirecto, que es realizado de manera artesanal, en donde el tejido se trata con una solución fijadora llamada mordiente, que es la que absorberá el tinte con el textil. Luego se sumerge el tejido en un baño de tinte. Entre los mordientes más comunes están el uso de una disolución con una sal metálica y un baño con amoníaco; otro usado, es el teñido con cromo, que refuerza la permanencia de un color en materiales diversos como la seda, la lana y el nylon.

Hay varios tintes, como los derivados del azufre, que son insolubles, por lo tanto deben seguir una serie de procesos químicos antes de hacer el teñido. En el caso del azufre, se debe hacer una reducción con una disolución de sulfuro de sodio.
Los textiles pueden pasar por el teñido en cualquier etapa de su fabricación: fibra, hilo o tejido. Estos textiles se tiñen para tener telas con dibujos o diseños coloridos de alta calidad.

## Diferentes Métodos de Teñido
| El teñido textil es un proceso mediante el cual se cambia el color de las fibras o tejidos sumergiéndolos en una solución de tinte. Existen diferentes métodos de teñido, entre los cuales se destacan: 1. Teñido por inmersión: Las telas se sumergen en tinte durante un tiempo específico, lo que permite que el tinte se fije en las fibras. 2. Teñido en rollo: El proceso consiste en remojar la tela en tinte y luego enrollarla con rodillos para distribuir el color de manera uniforme 3. Teñido de fibras y hilos: El teñido de fibras sueltas o hilos se realiza antes del hilado, y se emplean métodos como el teñido en cilindro o en haz de urdimbre para obtener colores suaves y uniformes. 4. Teñido de prendas: Se realiza cuando las telas ya están confeccionadas en ropa, y se utiliza principalmente para prendas de punto como camisetas o suéteres. El proceso de teñido incluye tres etapas clave: adsorción, difusión y penetración del tinte en las fibras, y fijación del color mediante enlaces químicos. Además, la solidez del tinte, que determina la capacidad del color para mantenerse estable frente a factores externos, es un factor importante en la calidad del producto. Los factores que afectan el efecto del teñido incluyen la concentración del tinte, la temperatura y el tiempo de teñido, así como la presencia de electrolitos y el estado de la fibra antes del teñido. Para asegurar la calidad, es común realizar pruebas de teñido en laboratorio antes de la producción a gran escala. |

- Datos: Q1164991
- Multimedia: Dyeing / Q1164991